# Kostel svatého Jana Nepomuckého (Staré Křečany)
Římskokatolický farní kostel svatého Jana Nepomuckého ve Starých Křečanech je mohutná barokní sakrální stavba obklopená hřbitovem v centru obce. Od roku 1966 je kostel chráněn jako kulturní památka. Rovněž je, jako kulturní památka České republiky, chráněna i fara stojící naprosti kostelu.

## Historie

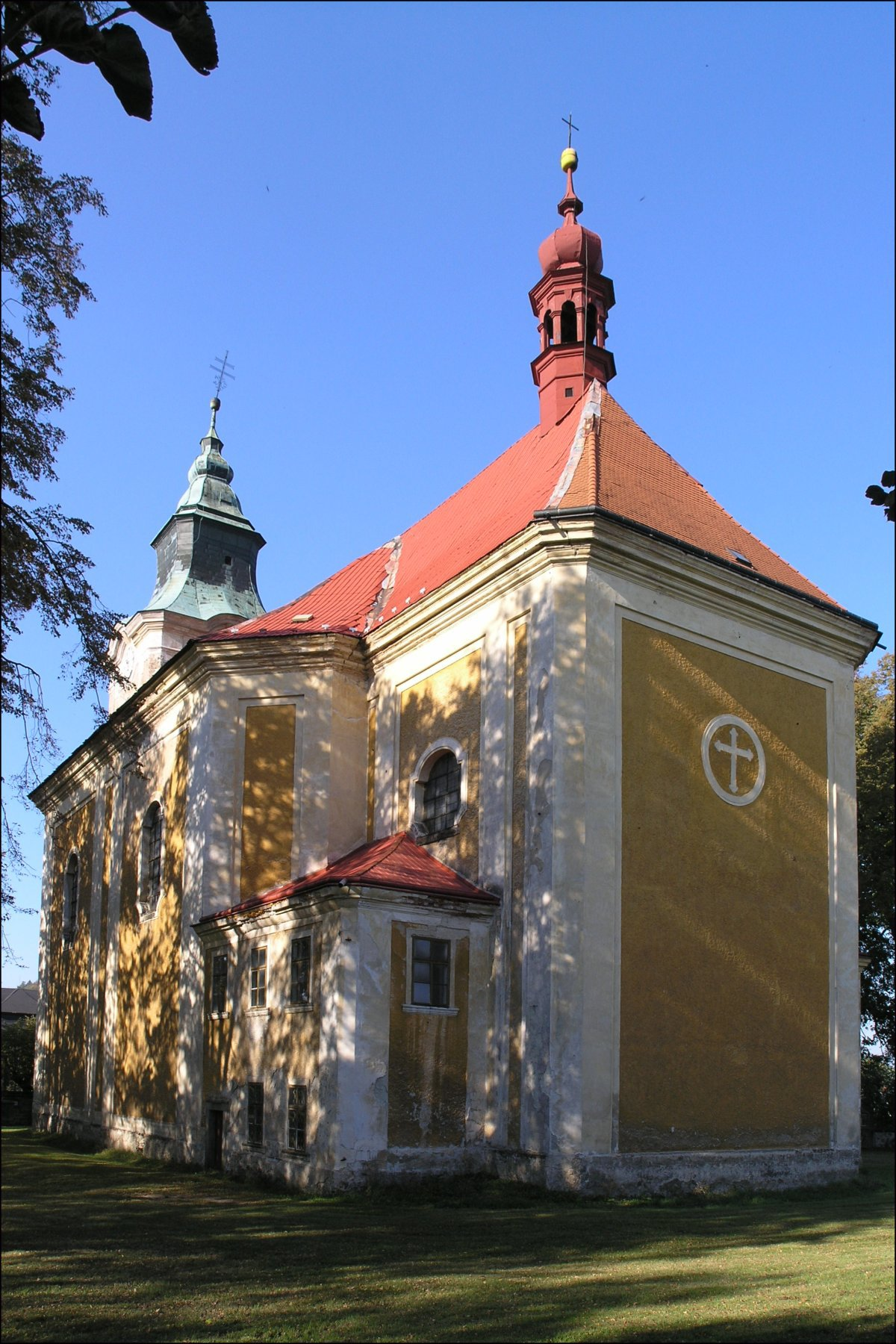
Závěr kostela ve Starých Křečanech

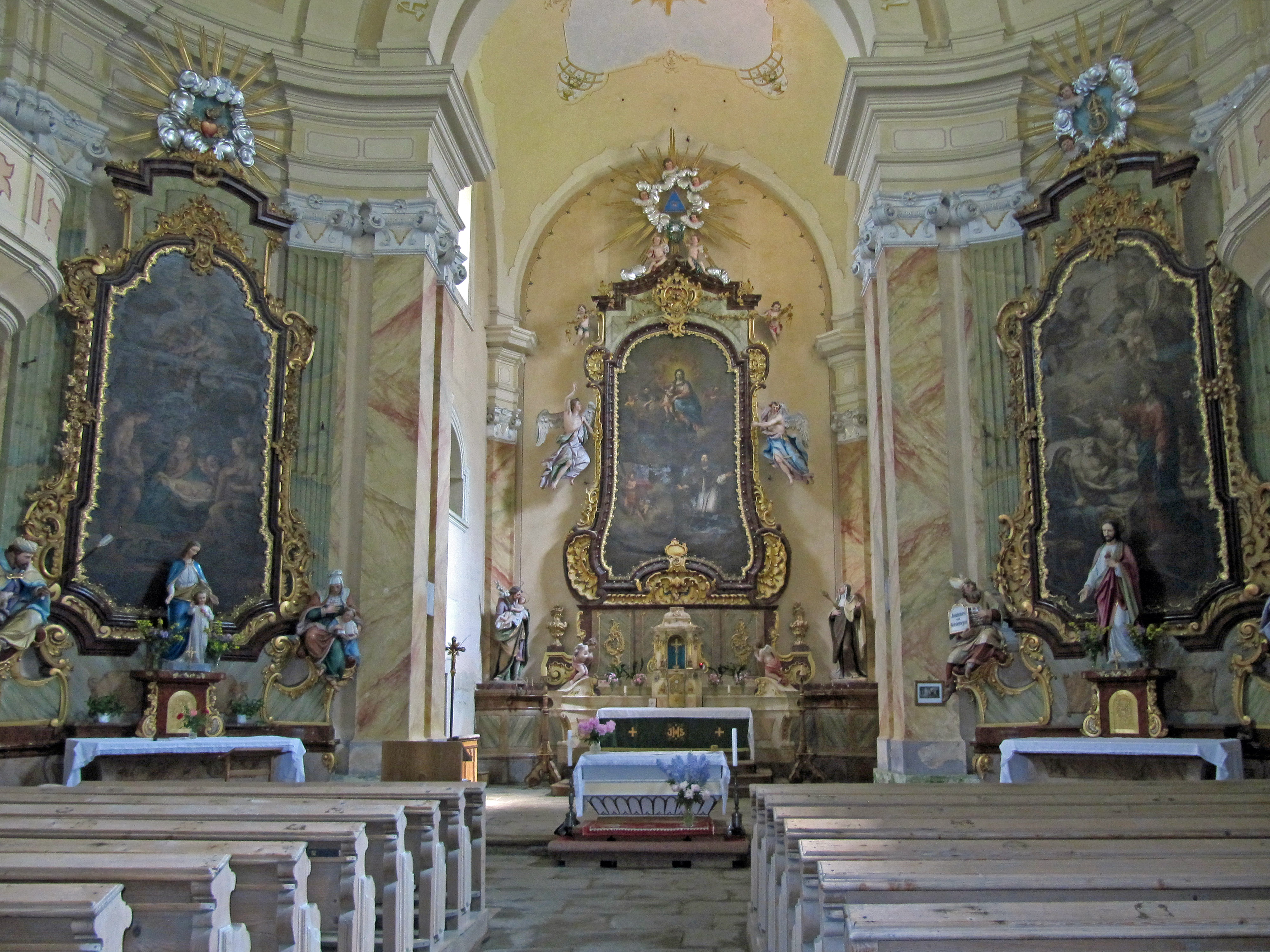
Pohled do lodi a presbytáře kostela

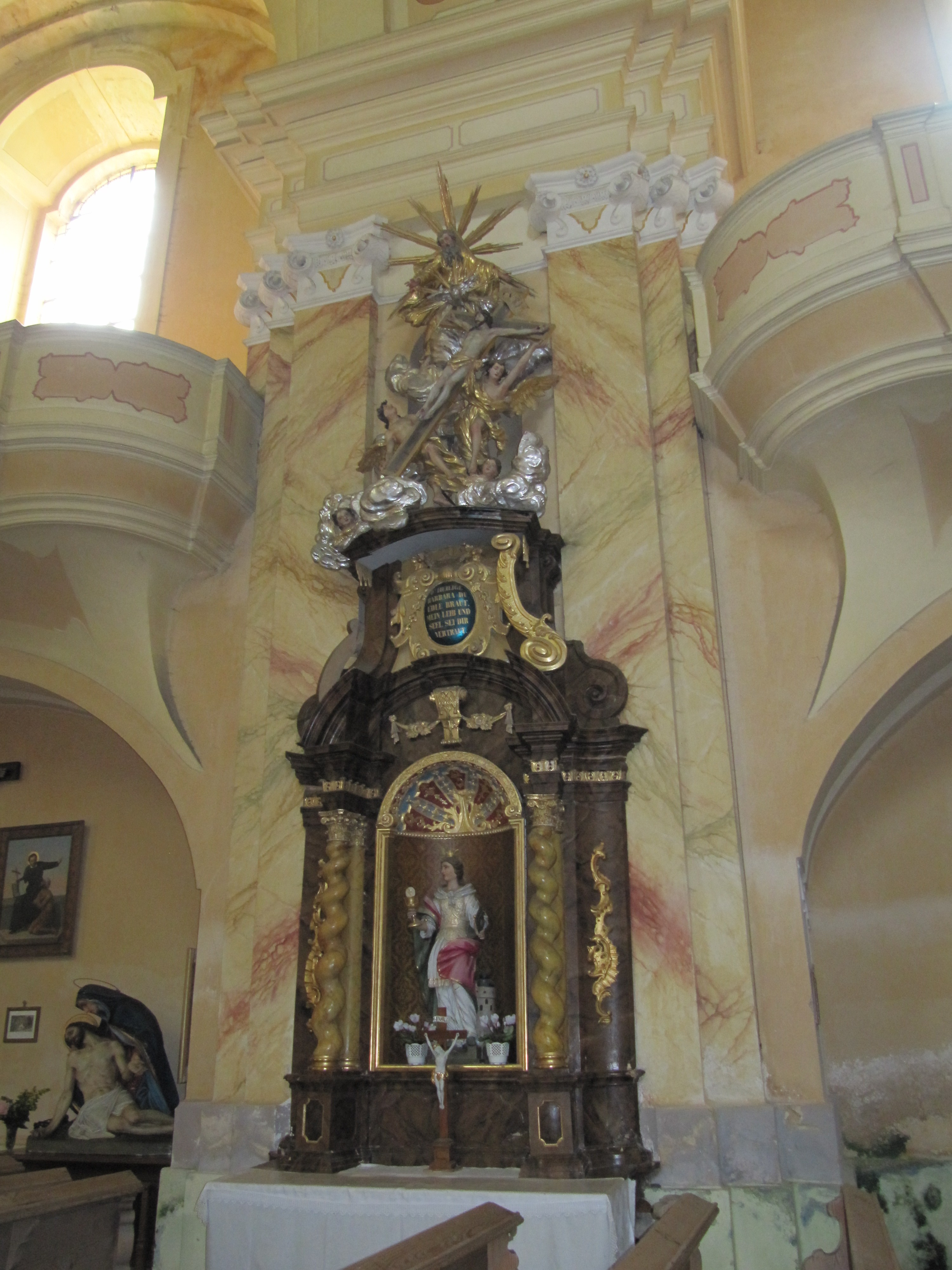
Boční oltář kostela ve Starých Křečanech

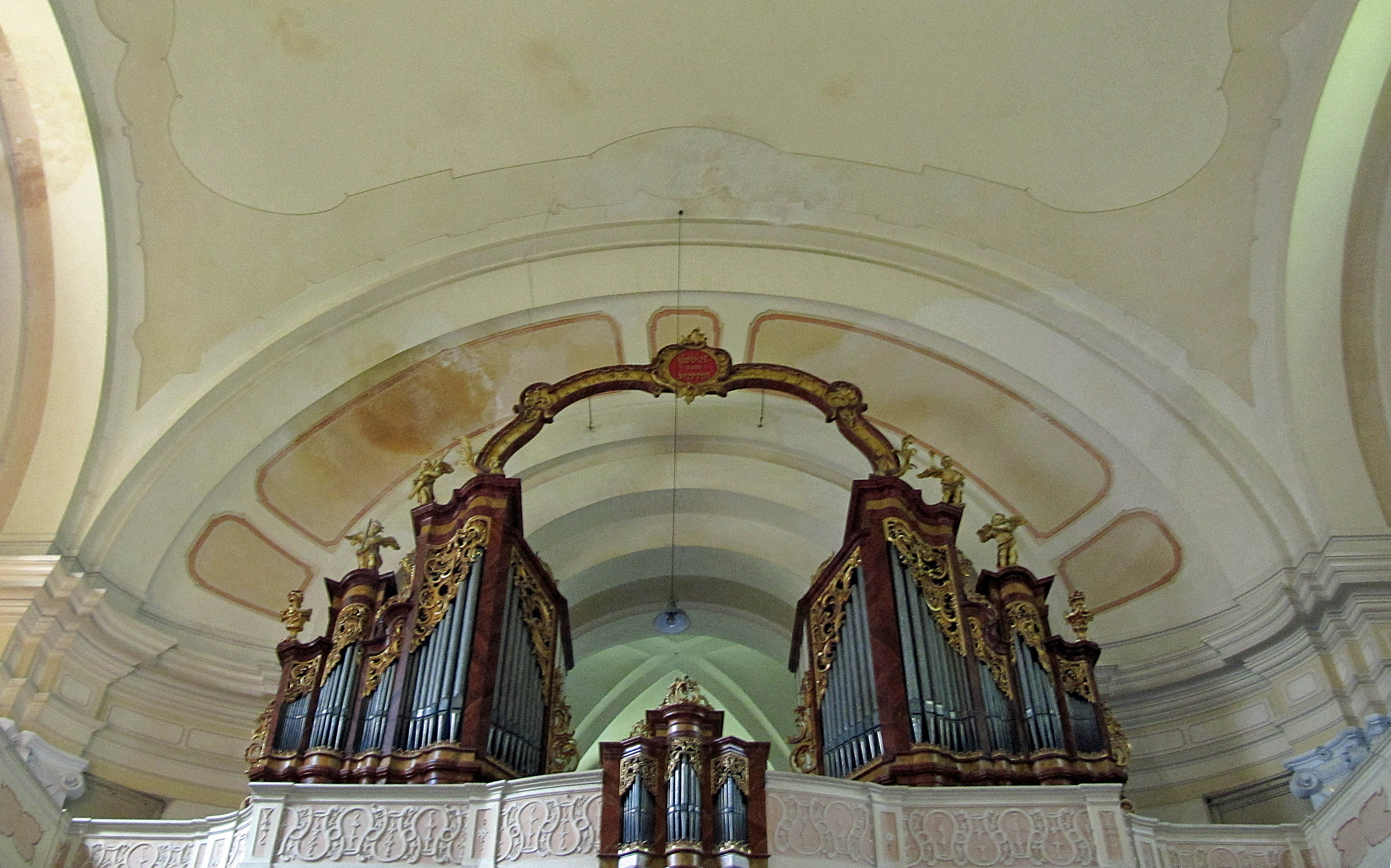
Kruchta a varhany ve Starých Křečanech

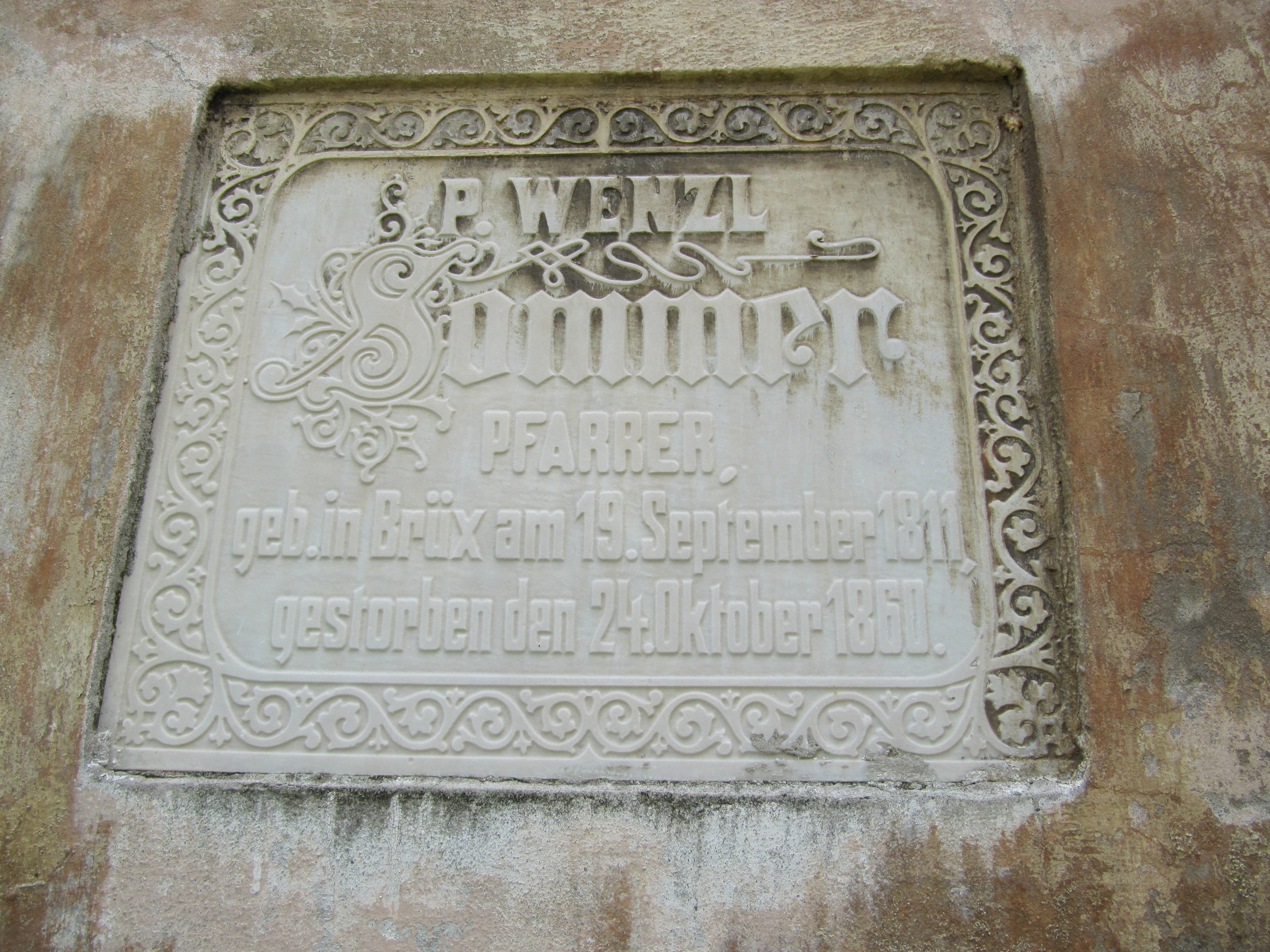
Pamětní deska na faráře Wenzla Sommera v interiéru kostela

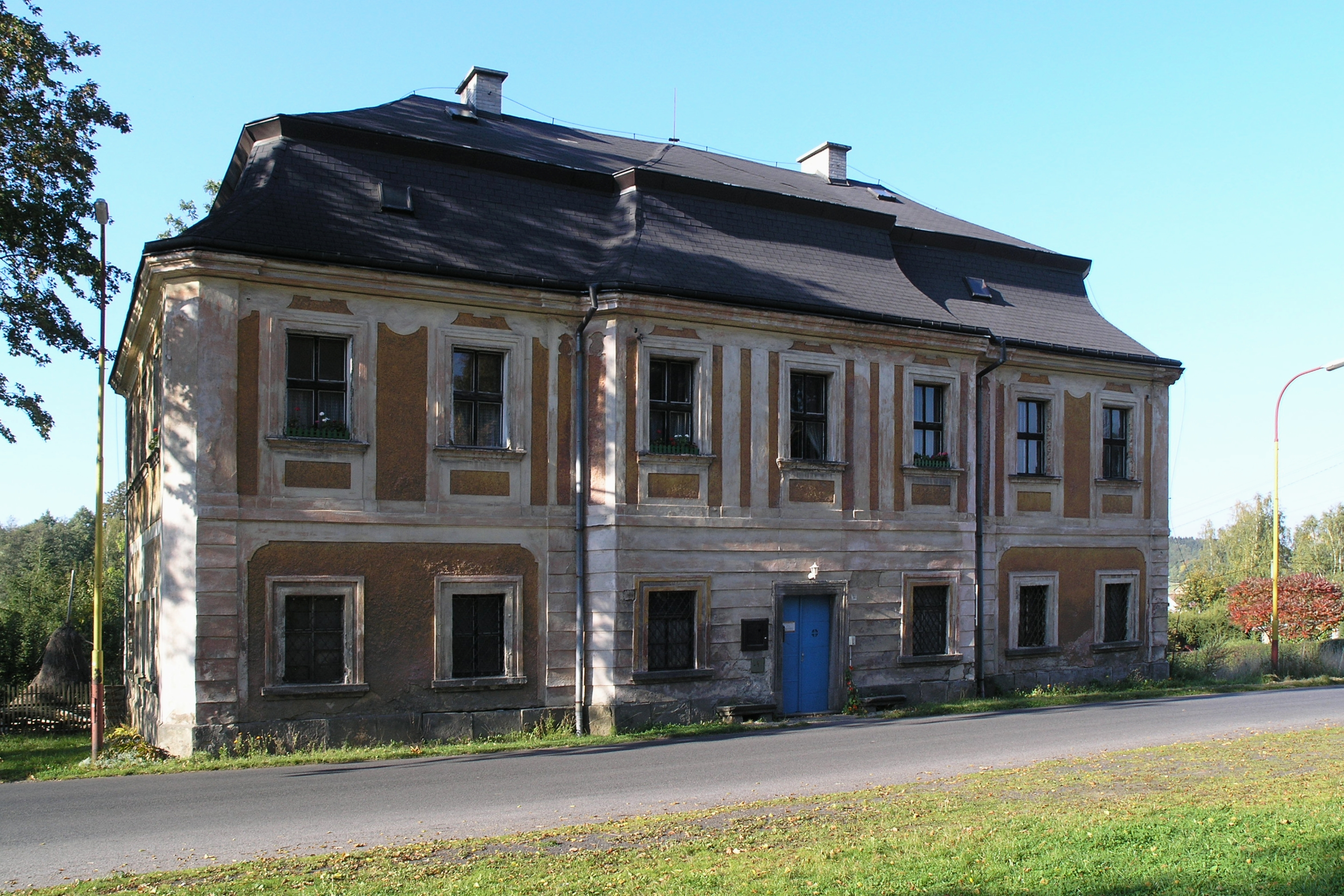
Fara ve Starých Křečanech

Staré Křečany jsou poprvé připomínány v roce 1485, kdy byly součástí rumburské farnosti. S růstem počtu obyvatel od konce 17. století se více než hodinová cesta na bohoslužby stávala stále častějším terčem stížností poddaných. Rumburský farář se však bránil zmenšování svého farního obvodu. Do situace zasáhla majitelka šluknovského panství Marie Ernestina z Harrachu a přikázala svému hejtmanovi, aby v Křečanech nechal rychle a v tajnosti postavit menší provizorní dřevěný kostel. Ke stavbě tohoto dřevěného kostela došlo v rozmezí jednoho měsíce od 20. března 1732 do 21. dubna 1732. Zároveň jmenovala prvním administrátorem nového kostela svého zámeckého kaplana. Rumburský hejtman se sice čtyři roky snažil o odstranění tohoto dřevěného kostela, ale vzhledem ke společenskému postavení hraběnky byl jeho boj marný. V roce 1736 se začal stavět definitivní kamenný kostel podle projektu a pod vedením Johanna Georga Aichbauera. Stavba byla dokončena v roce 1741. Do stavby byly osazeny oltáře, které jsou pravděpodobně jediným realizovaným dílem Johanna Lucase von Hildebrandt ve Šluknovském výběžku.
Když byl dokončen kostel, byla proti němu postavena rozlehlá pozdně barokní fara (čp. 32). Roku 1795 byla postavena ohradní zeď hřbitova s honosnou vstupní branou. V roce 1822 byl vztyčen mezi ní a kostelem krucifix a zřízena zastavení křížové cesty po celém obvodu hřbitovní zdi. Hřbitov se přestal používat koncem 19. století. Celý areál výrazně zchátral po roce 1945, kdy bylo vysídleno původní německé obyvatelstvo. Na kostele jsou ve 21. století prováděny zajišťovací práce. Fara byla opravena novým vlastníkem. Ostatní části barokního areálu na počátku 21. století vyžadují stavební údržbou.

## Architektura
Jedná se o pozdně barokní, jednolodní stavbu. Má čtvercový presbytář se sakristiemi po stranách. V průčelí se nachází hranolová věž. Kostel je členěn lizénovými rámci a kasulovými okny. V horní části věže jsou polokruhově ukončená okna.
Presbytář je sklenut plackou. Loď je sklenuta dvěma poli placek. V podvěží je křížová klenba a sakristie je sklenuta valenou klenbou s lunetami.

## Zařízení
Zařízení kostela je rokokové. Na hlavním oltáři je obraz sv. Jana Nepomuckého. Jeho údajným autorem je Dominik Kindermann (1739–1817). Dva boční rokokové protějškové oltáře jsou vybaveny obrazy Narození Páně, jehož autorem je asi také D. J. Kindermann, obrazem Vzkříšení Lazara. Rokokový oltářík je zasvěcen sv. Barboře. Klasicistní oltářík Ukřižování pochází z období kolem roku 1800. Kazatelna je rokoková s reliéfy evangelistů a soškou Jezulátka na stříšce. V kostele jsou monumentální rokokové řezané varhany. Dva barokní zpovědnice pocházejí ze 2. třetiny 18. století. V kostele se nachází na dřevě malované Ukřižování z 1. poloviny 19. století.
Na vnější zdi kostela je barokní náhrobník z roku 1759 a klasicistní náhrobník z roku 1804.

## Okolí kostela
Hřbitov je přístupný pozdně barokní branou s brankami z roku 1795. V hlavní ose při závěru kostela se nachází barokní márnice. Je čtvercová, má zaoblená nároží, vpadlé pole a mansardovou střechu. Vnitřek márnice je sklenut plackovou klenbou. Před kostelem se nachází na podstavci s klasicistními reliéfy kříž z roku 1822. Ze stejné doby pochází patrně i výklenkové kapličky křížové cesty s dřevěnými reliéfy, které se zde nacházejí. V okolí se nachází řada soch. Na okraji obce při cestě z Rumburka je socha sv. Jana Nepomuckého s andílky. Je signována „fecit Franz Sieber Ao 1771“. Barokní socha sv. Antonína Paduánského z 18. století se nachází před domem čp. 261. Výjev Ukřižování s postavami Panny Marie a sv. Jana malované na vyřezávaném plechu z konce 18. století, stojí na pozdně barokním kamenném podstavci.

## Fara
Pozdně barokní fara, která stojí u kostela byla postavena ve stejném období jako kostel. Je obdélná a patrová. Má střední rizalit. Ukončena je mansardovou střechou. Rizalit je v přízemní ploše spárován. Ostatní části přízemí jsou členěny lizénovými rámci a pásy rustiky v nárožích. Okna fary jsou obdélná s kamenným ostěním. V patře se nacházejí lizénové rámce, obdélná okna v rámci s uchy. Na parapetu je pak obdélník.